# 建西站
建西站位于福建省南平市顺昌县建西镇，为鹰厦铁路车站。距鹰潭站259公里，距厦门站435公里。现为四等站。车站为连接专用线建于1960年，目前货运办理整车货物发到无限制，车站货场设有通往建西贮木场的专用线。